# Vildštejn (hrad, okres Chrudim)
Vildštejn (též Vilštejn, Vilštán, Vichštejn, Wichštejn, německy Wildenstein) je zřícenina hradu jeden kilometr jižně od Seče v okrese Chrudim v Pardubickém kraji, na skále nad hrází Sečské přehrady na Chrudimce, která geomorfologicky náleží Železným horám. Jeho zbytky jsou chráněny jako kulturní památka České republiky.

## Historie
Prvním majitelem a pravděpodobným zakladatelem hradu byl Hrabiše z Paběnic, s jehož jménem souvisí i písemná zmínka o hradu z roku 1251. Hrabiše z Paběnic je prokazatelně doložen roku 1315 při vyhraném majetkovém sporu o 350 kop grošů s vilémovským klášterem, ve kterém získal do zástavy horu Oheb. Hrabiše byl naposledy připomínán roku 1318. Jeho synové Petr a Oldřich (psaný z Vildštejna) vrátili Oheb klášteru roku 1348.
Dalšími majiteli byli Hrabiše z Vildštejna (1382) a Beneš, purkrabí na Vildštejně (1383). V letech 1404 až 1411 byl v držení Ješíka z Popovce, který odtud podnikal loupežné výpravy. Po jeho smrti připadl hrad králi Václavu IV. jako odúmrť. Za husitských válek se hradu zmocnil Jan Hertvík z Rušínova, držel ho do roku 1427. Roku 1436 daroval hrad král Zikmund Jiřímu z Dubé a Vízmburka, který ho připojil k panství Žleby, v důsledku čehož hrad zpustl.
V roce 1499 byl postoupen hrad spolu se Sečí a dalšími vesnicemi králem Vladislavem II. Mikuláši mladšímu Trčkovi z Lípy, který ho připojil k Lichnici. V roce 1596 přešel do majetku Zárubů a roku 1623 byl prodán Františku de Couriers, který ho připojil k panství Nasavrky.

## Popis
Skalnatý ostroh, na kterém hrad stál, byl přístupný jedině přes strmé sedlo od severu po dřevěných schodech a žebřících. Na vrcholu stál věžovitý palác nepravidelného půdorysu, v jehož přízemí se nacházelo skladiště a hospodářské příslušenství, v patře pak bydlel majitel. Jižně od něho stála další budova, celek byl chráněn hradbami na okraji svahu.
Do současné doby se zachovala část bašty a věže s gotickým okénkem, zbytky věže byly strženy v souvislosti s výstavbou přehrady a ražbou Sečského tunelu pro silnici II/343 vedoucí po koruně hráze ve 20.–30. letech 20. století.